# Vuurtoren van Smalls
De vuurtoren van Smalls (Engels: Smalls Lighthouse) staat op een rotseilandje dat zich op ongeveer 32 km voor de kust ten westen van Marloes bevindt, een plaats in het bestuurlijk graafschap Pembrokeshire in Wales in het Verenigd Koninkrijk. De vuurtoren staat op de rots met de grootste oppervlakte en waarschuwt de scheepvaart voor de gevaren van het rotseilandje dat bij laagtij zichtbaar is maar bij hoogtij of een woelige zee onder water verdwijnt.
De installatie wordt beheerd door Trinity House. Het is de enige vuurtoren in het Verenigd Koninkrijk die zo ver van de kust verwijderd is. Trinity House controleert de installatie vanuit haar Planning Centre in Harwich in het Engelse Essex. De vennootschap is verantwoordelijk voor de navigatiemiddelen in Engeland, Wales, Gibraltar en de Kanaaleilanden.

## Kenmerken en uitrusting
De toren werd opgetrokken uit graniet en is 41 m hoog. Hij heeft een conische vorm met een brede basis en versmalt naar boven toe. Bovenaan de toren bevindt zich het lichthuis waarin een roterend catadioptrisch systeem van de eerste orde werd geïnstalleerd. Door deze rotatie genereert de vuurtoren om de 15 seconden drie witte flitsen met een lichtsterkte van 39.000 candela die zichtbaar zijn tot op een afstand van 18 zeemijl (ongeveer 33 km). Dit hoofdlicht, dat zich 36 m boven het zeeniveau bevindt en dag en nacht in werking is, wordt aangevuld door een vast rood sectorlicht dat op het oosten gericht is en twee rotsen met de namen Hats en Barrels aangeeft. Dit licht schijnt 33 m boven het zeeniveau. Boven het lichthuis werd een helipad aangebracht. Bij slechte zichtbaarheid staat er een misthoorn ter beschikking die om de 60 seconden twee tonen genereert.
De toren is uitgerust met het Maritiem Mobile Service Identiteit-nummer (MMSI-nummer) 992351123. Met dit uniek getal van 9 cijfers kan hij als radiostation geïdentificeerd worden. De toren kreeg van de Amateur Radio Lighthouse Society, een organisatie van radiozendamateurs, het nummer WAL-023 toegewezen. Deze organisatie probeert vanop lichtschepen en vuurtorens radioverbindingen tot stand te brengen.

## Geschiedenis

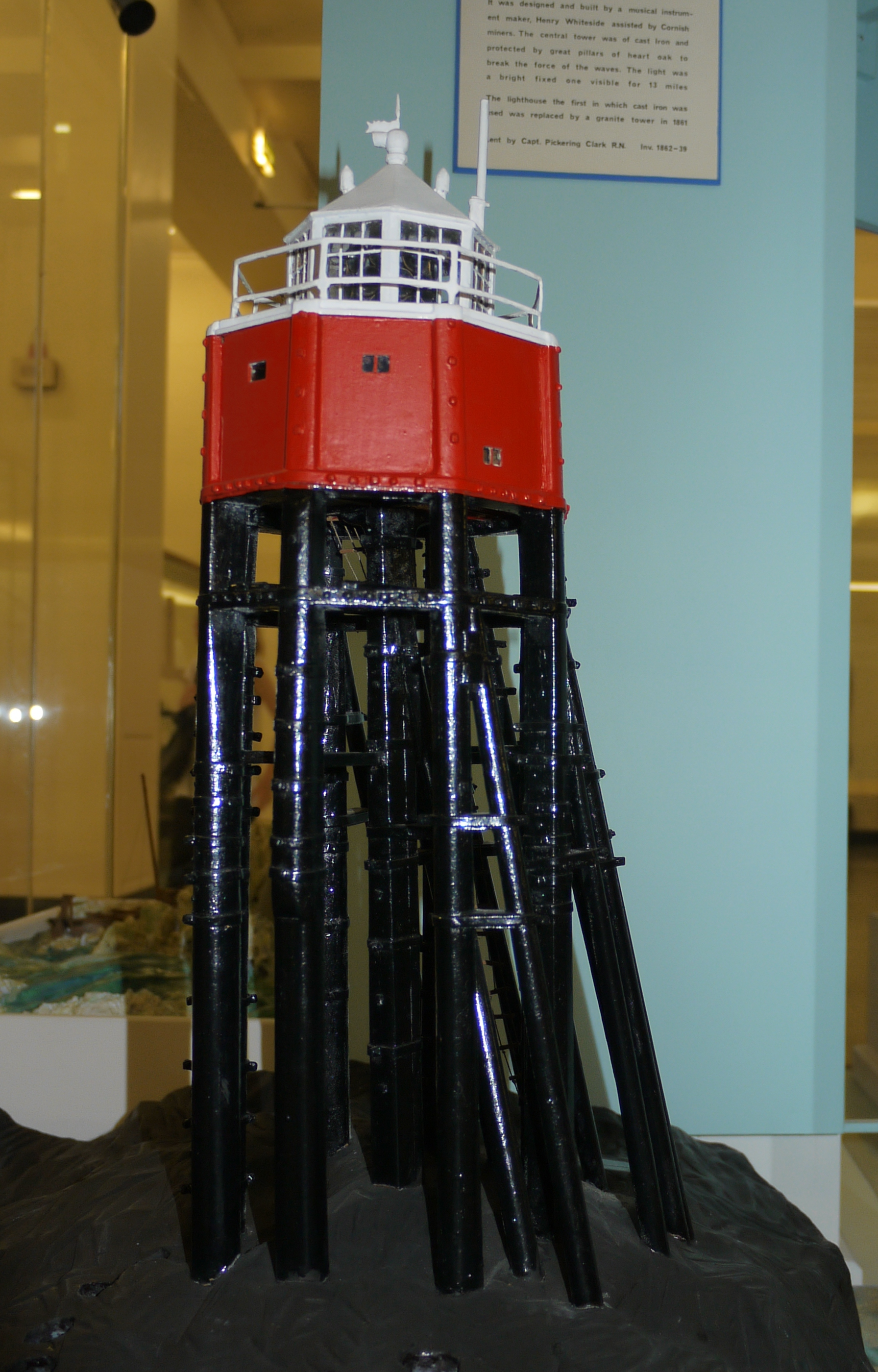
Model van de vuurtoren van Whiteside.

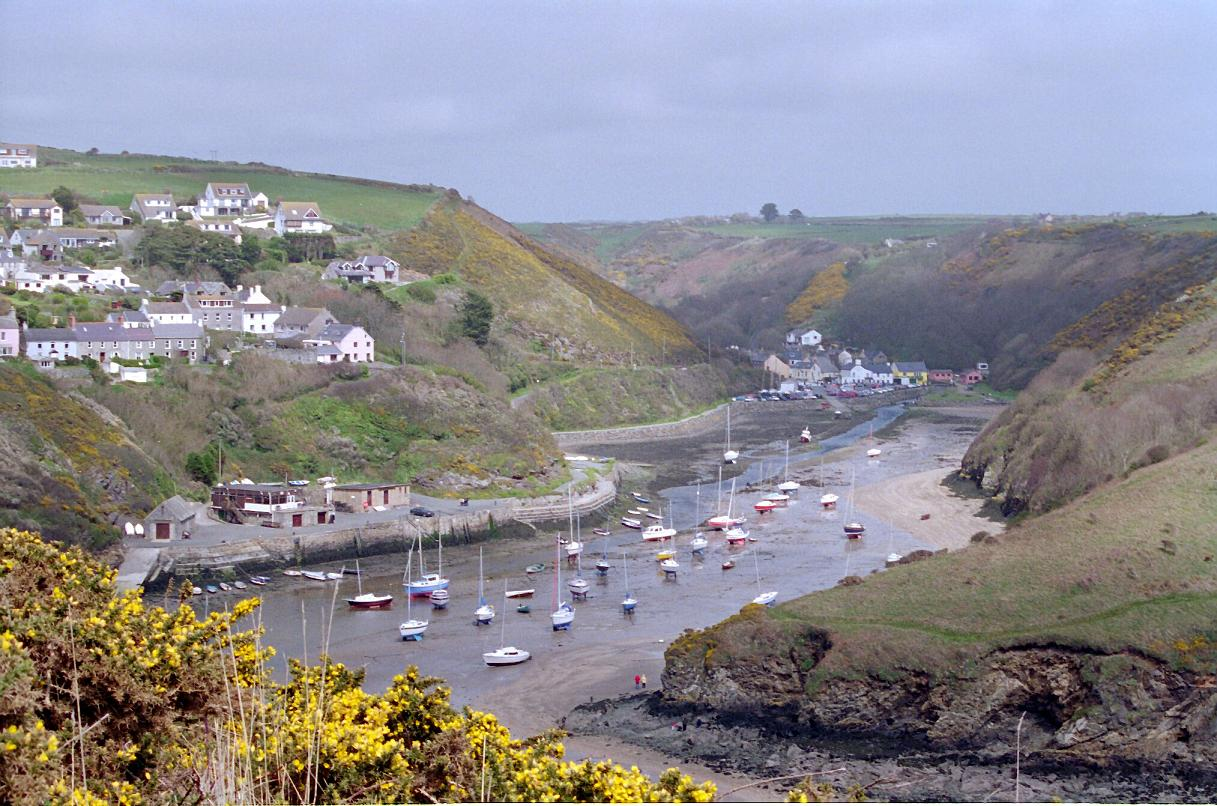
De haven van Solva waar Whiteside zijn vuurtoren voorlopig opstelde.

### De eerste vuurtoren

#### Vraag naar een vuurtoren
In 1773 verkreeg John Phillips de toelating om op The Smalls een vuurtoren te bouwen. Hiermee werd ingegaan op vragen die rond 1770 opdoken naar aanleiding van de vele scheepsrampen die werden veroorzaakt door de rotsen van Smalls, Hats en Barrels. Vooral schepen die een zuidelijke koers voeren door de Ierse Zee werden door deze rotsen verrast. De gevaarlijke getijstromen vormden een extra risico. Phillips was een havenmeester aan het toenmalige Saint Georges's Dock in Liverpool, een dok dat in 1899 zou worden gedempt.

#### Ontwerp en indeling
Phillips keurde het ontwerp goed dat de 26-jarige Henry Whiteside had ingediend. Deze vervaardiger van muziekinstrumenten uit Liverpool bedacht een 19,8 m hoge toren met een gemiddelde doormeter van 6,7 m. Het bouwwerk bestond uit negen steunen die een achthoekig verblijf droegen dat een doormeter had van 4,5 m. Oorspronkelijk waren er drie gietijzeren palen voorzien met een doormeter van 30,5 cm en vijf houten steunen. De hoogte van deze steunen bedroeg 12,8 m. Met deze open constructie wou Whiteside de zee ongehinderd onder de vuurtoren doorlaten in de hoop dat de dragende structuur hierdoor intact bleef. 
In het achthoekige verblijf van de wachters werd aan de zuidwestelijke zijde een ruimte voorzien waar voorraden, steenkool en olie werden bewaard. Werklieden die jaarlijks langskwamen om de nodige herstellingen uit te voeren werden daar ook ondergebracht.
Boven dit verblijf bevond zich de lantaarnruimte, waar Argandse lampen voor een vast licht zorgden. Bij de ingebruikname was de toren uitgerust met vier lampen met glazen reflectoren, die een zwak licht gaven. Om de vensters te kunnen onderhouden was er rondom het verblijf een galerij aangebracht, die was voorzien van een ijzeren balustrade. Deze galerij gaf ook toegang tot een klein platform met een hijskraantje waarmee goederen naar boven konden worden gehesen. De wachters maakten gebruik van een touwladder en een valluik om de woonruimte te betreden.

#### Bouw en ingebruikname
Op een veld aan de haven van Solva in Pembrokeshire in Wales werd de constructie voorlopig opgezet vooraleer ze werd verplaatst naar Smalls Rock, 40 km verder. Na de montage op de definitieve plaats in 1775 bleek in de winter van datzelfde jaar dat de metalen palen tijdens stormen niet meegaven en de houten wel, waardoor de metalen steunen uit de rots losgewrikt werden. Whiteside nam dan ook het besluit om deze metalen palen door houten te vervangen. Met aanzienlijke inspanningen werden er 9 gaten met een doormeter van 75 cm in de rotsbodem geboord. Vervolgens werden de houten palen in deze gaten vastgezet met gesmolten lood. Omdat er in de toren weinig plaats was werden in de rots ruimten uitgehakt voor een kolenkelder en extra voorraad. De toren werd voor het eerst verlicht in september 1776.

#### Overname door Trinity House
In 1778 verkreeg Trinity House het recht om de toren te beheren. Dit gebeurde nadat een aantal stormen in december 1777 de constructie beschadigd hadden en dringend herstel noodzakelijk was. Phillips had het torenlicht gedoofd en de wachters weggestuurd omdat zijn financiële middelen uitgeput waren. Phillips werd door Trinity House vergoed met een jaarlijkse huur van £ 5. Deze uitbetalingen begonnen op 3 juni 1778 en waren toegezegd voor 99 jaar. De vennootschap nam de toren volledig over in 1836. Na deze overname werd de kleinzoon van Phillips door Trinity House vergoed met een eenmalig bedrag van £ 170.468.
Ondertussen werden een aantal vernieuwingen doorgevoerd. In 1817 werden acht Argandse lampen geïnstalleerd. Later werd de toren uitgerust met 27 lampen waarvan het licht gebundeld werd door paraboolreflectoren met een diepte van 22,86 cm en een diameter van 53,34 cm. Deze reflectoren waren geleverd door het bedrijf van George Robinson, de lampen kwamen van H. Wilkins and Son. Beide firma's waren gevestigd in Londen.

#### Incidenten
Ontwerper Whiteside kwam in problemen toen hij, samen met een smid, in januari 1777 een aantal noodzakelijke herstellingen en verstevigingen ging uitvoeren aan de toren, nadat tijdens de stormen van december 1776 gebleken was dat de structuur het geweld van zee niet kon weerstaan. Door het niet aflatende stormweer konden ze niet terugkeren naar het vasteland. Ze gooiden drie vaten in de zee met een geschreven vraag om dringende hulp. Een van de vaten spoelde aan op een strand in Wales waardoor ze uiteindelijk konden gered worden.
Een ander incident deed zich voor in 1801 toen de toren bemand werd door Thomas Griffith en Thomas Howell en Griffith zwaar ziek werd. Howell bracht een noodsein aan om de aandacht van voorbijvarende schepen te trekken en probeerde zijn collega zo goed mogelijk te helpen. Na een aantal weken overleed Griffith. Omdat hulp uitbleef zag Howell geen andere oplossing dan het lichaam van zijn collega te bewaren in het woongedeelte. Hij wou het lichaam niet aan de zee toevertrouwen omdat het algemeen geweten was dat de twee wachters het niet goed met elkaar konden vinden en hij niet van moord wou beschuldigd worden. Toen het lichaam van Griffith begon te ontbinden maakte Howell een kist voor zijn collega waarvoor hij een deel van de wanden van het verblijf gebruikte. Vervolgens maakte hij de kist met het lichaam vast aan de buitenzijde van de toren. Toen hevige stormwinden de kist uit elkaar trokken waardoor ze in zee viel, bleef het dode lichaam achter, vastgemaakt aan de toren.
Er werden een aantal reddingspogingen ondernomen, maar het weer was te slecht om aan de rots aan te leggen. Toen Howell na een aantal maanden terug aan land kwam, was hij voor zijn omgeving totaal onherkenbaar geworden. Door de extreme gebeurtenissen waren zowel zijn uiterlijk als zijn psychische toestand totaal veranderd. Hij had, gedurende heel de tijd, de lampen in de toren brandende gehouden. Na dit voorval werden er altijd minstens drie wachters uitgezonden om vuurtorens te bemannen.

### De tweede vuurtoren

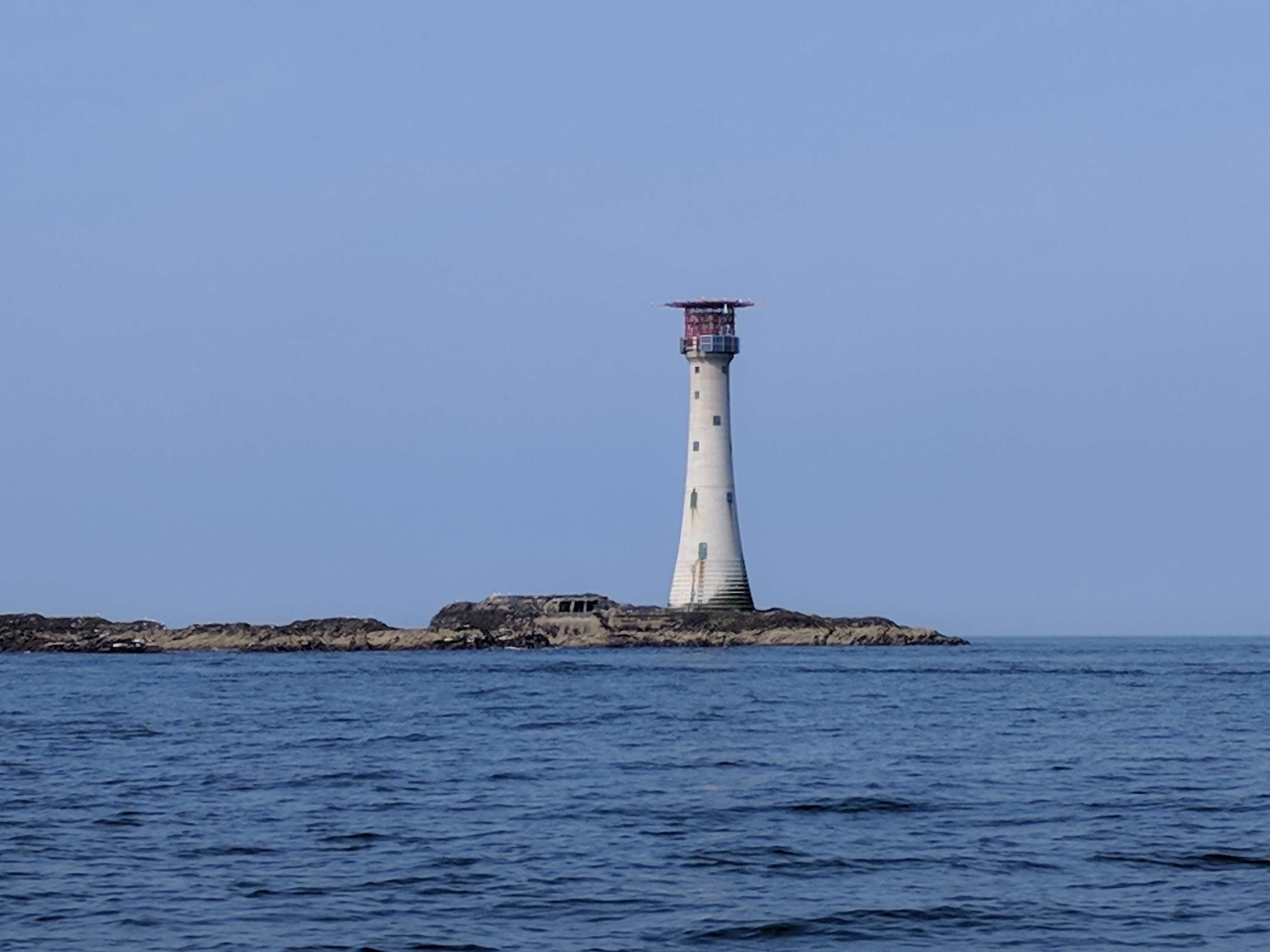
De tweede vuurtoren van Smalls in 2018.

#### Bouw
In 1858 werd met de bouw van de tweede toren begonnen, die was ontworpen door ingenieur James Walker. Het granieten bouwwerk was op 7 augustus 1861 voltooid, waarna de constructie van Whiteside werd afgebroken. De bouwstenen voor de toren werden vervaardigd aan land, om dan op de bouwplaats in elkaar gepast te worden. Om te verhinderen dat golven tegen de zijkant van de toren opliepen, kreeg de torenbasis een trapvorm als golfbreker. Het was een van de eerste vuurtorens op een rots die was uitgerust met een toilet met waterspoeling. Oorspronkelijk was de toren voorzien van witte en rode banden. In juni 1997 werd dit dagmerk door Trinity House verwijderd door middel van een behandeling met zandstralen, waardoor de toren een grijze granietkleur kreeg.

#### Evolutie van de lichtapparatuur
De toren was oorspronkelijk uitgerust met een vast wit licht. In 1885 werd dit vervangen door een licht dat met een bepaalde regelmaat werd verduisterd, waarbij de donkere perioden korter waren dan de lichte. In 1907 werd een nieuwe catadioptrische optiek van de eerste orde geïnstalleerd die op een kwikbad roteerde en werd aangedreven door een uurwerkmechanisme met een dalend gewicht dat met de hand diende opgehaald te worden. De lichtbron bestond uit een brander die werkte op paraffinedampen. Door de rotatie van de lens werden om de 15 seconden drie flitsen gegenereerd. In datzelfde jaar werd een rood sectorlicht aangebracht dat de rotsen Hats en Barrels signaleerde en zichtbaar was tot op een afstand van 21 km. Dit licht scheen vanuit een ruimte onder het hoofdlicht en bevond zich 32,5 m boven het zeeniveau. Vanaf 1970 maakte de installatie van een dieselgenerator het mogelijk om de paraffinebranders te vervangen door een metaalhalidelamp met een vermogen van 400 watt en een reikwijdte van 41 km. Vanaf dat moment werd ook het draaiend optisch systeem aangedreven door een elektromotor.

#### Mistsignaal
Het oorspronkelijke mistsignaal bestond uit een klok. Deze installatie werd in 1887 vervangen door een systeem dat explosieven tot ontploffing bracht. Klankhoorns van het type supertyfon, aangedreven door persluchtgeneratoren, deden in 1970 hun intrede. In 1978 werd een elektronisch mistsignaal geïnstalleerd dat om de 60 seconden twee tonen genereerde.

#### Overige vernieuwingen
Een verbinding met het vasteland kwam in 1902 tot stand toen de vuurtoren werd uitgerust met een elektrische telegraaf, die alleen voor noodsituaties mocht gebruikt worden. Dit toestel werd in 1928 vervangen door een vaste telefoonlijn waarmee posities van schepen konden doorgegeven worden. In 1932 werd, bij wijze van proef, een elektrische generator geïnstalleerd die werd aangedreven door windenergie en stroom leverde voor radioverbindingen. Het toestel werd terug verwijderd wanneer bleek dat deze oplossing niet voldeed. In 1978 werd een helipad op de vuurtoren geïnstalleerd en de structuur van het lichthuis verstevigd. De vuurtoren werd na 2003 met zonnepanelen en windturbines uitgerust, ondanks het protest van leden van de Pembrokeshire Coast National Park Authority die het uitzicht van de toren wilden behouden zoals het was voor deze aanpassingen.

## Monumentstatus
De toren van Walker werd op 23 februari 1998 ingeschreven als Grade II listed building op Statutory List of Buildings of Special Architectural or Historic Interest van Wales. Hiermee werd aangegeven dat het gebouw van bijzonder belang is, in zijn huidige toestand moet bewaard blijven en daartoe ook moet worden onderhouden. Het monument wordt beschouwd als een goed voorbeeld van een vuurtoren op een rotseiland en als een kwalitatief hoogstaand werk van ingenieur James Walker.